# 파울 폰 힌덴부르크
파울 루트비히 폰 베네켄도르프 운트 폰 힌덴부르크(독일어: Paul Ludwig von Beneckendorf und von Hindenburg 듣기 (도움말·정보), 1847년 10월 2일 ~ 1934년 8월 2일)는 바이마르 공화국의 군인이자 정치가이다. 바이마르 공화국 제2대 대통령(1925년~1934년)을 지낸 그는 아돌프 히틀러를 내각 수상으로 임명해 나치 독일 성립의 길을 열었다.

## 인물

### 군인 경력

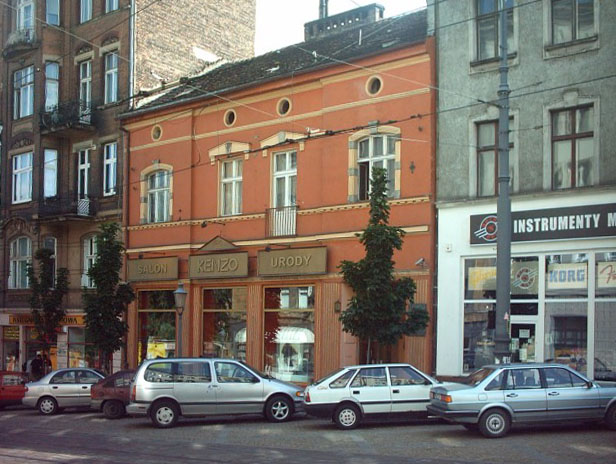
힌덴부르크가 태어난 집

프로이센 왕국시대의 포즈난에서 몰락한 융커 가정에서 태어났다. 아버지는 프로이센의 장군이었지만, 어머니는 평민 출신의 화가였다. 그의 회고록에는 어머니의 직업에 대해서는 언급되어 있지않다. 2년간 초등학교에 다녔으며, 개신교계통 고등학교를 졸업했다. 1859년에 육군 유년학교에 입학했으며, 1865년에는 프로이센 국왕 프리드리히 빌헬름 4세의 왕비 엘리제 베토의 근위 기사를 맡았다. 그는 생애에 이것을 가장 큰 자랑으로 여겼다. 1866년에 졸업해 소위로 임관됐다.
보불전쟁에 종군하고, 1871년 1월 18일 베르사유 궁전에서 행해진 빌헬름 1세의 독일 황제 즉위식에 소속 근위 연대 대표로 참가했다. 1888년에는 사망한 빌헬름 1세의 관 옆에서 위병을 맡았다. 육군 대학교를 졸업한후 참모본부와 육군성에서 근무했다. 제28보병 사단장, 제4군단장을 거쳐 참모총장의 후보로 거론되었지만 결국 1911년에 대장으로 전역했다. 다만, 1912년에 빌헬름 2세의 자문에 응해 전시에는 군사령관이 될 의사가 있다고 자문에 답했다.

### 타넨베르크의 영웅

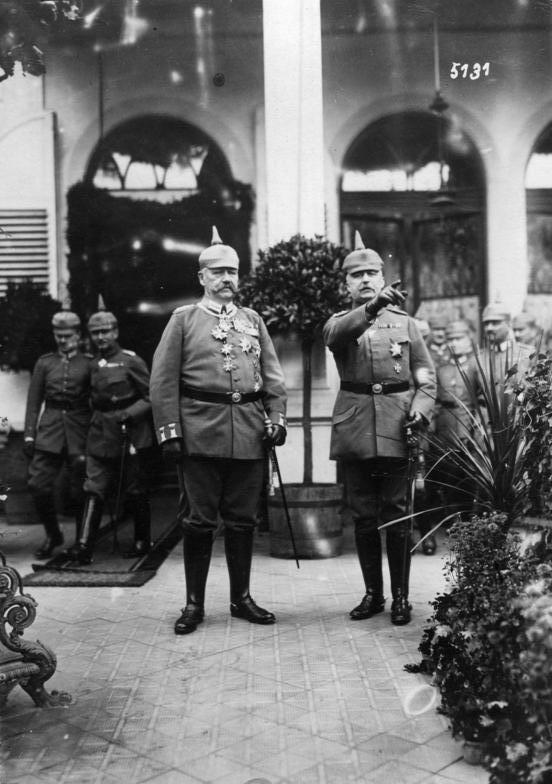
힌덴부르크 장군과 에리히 루덴도르프 (1917년)

1914년, 제1차 세계 대전의 발발과 동시에 현역에 복귀했다. 제8군 사령관으로서 동프로이센에 부임했다. 제8군의 참모장 에리히 루덴도르프와 함께 타넨베르크 전투에서 러시아군에 대승을 거두었다. 그 전공에 따라 상급 대장으로 진급하며, 11월에는 육군 원수가 된다. 이 승리는 '타넨베르크의 영웅'이라고 하는 거대한 명성을 가져왔다. 1916년에는 참모 총장(Chef des Generalstaffs des Feldheeres)으로 취임하는데, 실권은 참모 차장(제1병참 총감, Erster Oberquartiermeister)인 루덴도르프가 장악했다.
패색이 짙은 1918년에 독일에 혁명이 일어나자 황실을 유지하기 위해 빌헬름 2세에게 국외 망명을 권했다. 그러나, 빌헬름 2세는 퇴위했고 바이마르 공화국이 성립했다. 연합군의 베르사유 조약 체결에 항의해서 1919년 7월에 병역에서 물러났다. 그는 독일의 많은 군인들과 같이 독일은 전쟁으로 진게 아니고, 독일에 혁명이라는 배후로부터의 배반에 의해 패자로서 다루어지게 된다고 믿었다. 하노버에서 은퇴 생활을 하면서 독일각지를 여행했는데 동부 프로이센에서는 러시아군으로부터 프로이센을 지켜낸 해방자로 환영받았다. 1921년에는 아들과 딸을 낳은 아내가 61세로 사망했다.

### 대통령
1925년에 바이마르 공화국의 초대 대통령 프리드리히 에베르트가 사망함에 따라 동년 3월 29일 대통령 선거가 실시됐는데 1회 투표때 과반수를 획득한 후보가 없어 장래가 불투명했다. 77세의 힌덴부르크는 동년 4월 26일 2차 투표때 무소속 후보로 출마해 부르주아 보수파의 지지를 받으면서 동년 5월 12일 제2대 바이마르 공화국 대통령직에 취임했다. 그의 출마는 독일 국방군의 종용때문이라고 말해진다. 힌덴부르크는 바이마르 공화국의 헌법을 존중하면서 전후혼란을 알고 있었기 때문에 침착히 대응했으나 1929년에 세계 대공황이 발생했다.
1930년, 힌덴부르크는 연합군이 제의한 배상금 일부 삭감 조약인 영 안을 수락했지만, 지지층이었던 우익으로부터 '독일민족의 노예화'라고 공격받았다. 초조해진 그는 독일 사회민주당(SPD)의 헤르만 뮐러(Hermann Müller)당수가 맡고 있었던 수상에 대해 반(反) 마르크스주의와 반(反) 의회주의가 강한 정권을 수립했다. 그 결과 성립한 것이 하인리히 브뤼닝(Heinrich Brüning)내각이지만, 소수 여당이었기에 의회운영은 대체로 험난했다. 의회운영을 안정시키기고자 힌덴부르크는 헌법에 규정된 대통령의 권한을 이용해 의회를 해산하고 총선거를 명령했지만 결과는 나치당과 독일공산당의 약진이었다. 정부는 힌덴부르크가 싫어하는 사회 민주당과의 협력으로 가까스로 운영되었다. 이런 이유로 힌덴부르크는 대통령의 긴급명령권(바이마르 공화국 헌법 제48조)를 자주 행사했다.

### 나치의 대두

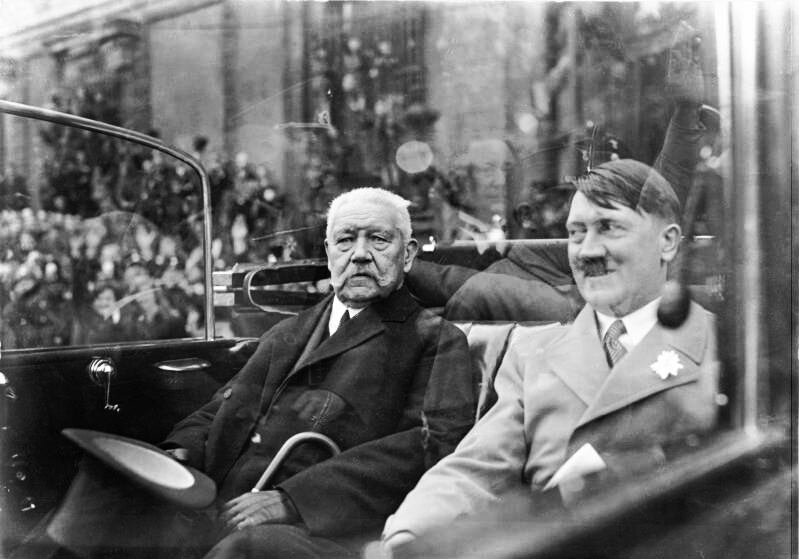
힌덴부르크와 아돌프 히틀러 (1933년)

힌덴부르크는 1932년에 실시된 바이마르 공화국 대통령 선거에서 53%를 득표하면서 37%를 득표한 나치당 당수 아돌프 히틀러를 누르고 재선했다. 그러나, 이 선거는 왕정주의자뿐만 아니라 그가 싫어하는 가톨릭 정당, 사회민주당의 협력까지 얻어서 실현된 것이었다. 자부심 강한 프로이센 군인으로서, 또한 고령이면서 대통령에 계속 머물러 있었지만 정책 결정은 아들인 오스카 폰 힌덴부르크나 친한 동료들과의 다과회를 통해 이루어지게 되었다. 이러한 정치 수법은 대통령이기보다 옛날 독일 제국 황제의 결정 방식과 비슷했다.
브뤼닝은 대통령선거 운동 기간 중에 나치의 돌격대와 친위대가 휘두르는 폭력의 위험성을 깨닫고 힌덴부르크를 설득해 이들을 억압하는 명령을 내리도록 요구했다. 그러나 군부는 이 명령의 시행을 거부했으며 국방부장관은 사임했다. 이로 인해 붕괴된 브뤼닝 내각은 정치경험이 없는 귀족 출신의 프란츠 폰 파펜(Franz von Papen)을 수상에 임명했다. 파펜이 소속했던 중앙당은 브뤼닝의 실각을 묵인했다는 이유로 그를 당에서 축출했지만, 앞잡이 노릇을 하기에는 적합했다. 1932년 7월 31일에 총선거를 실시하도록 결정하고, 스스로 프로이센 최고 행정관에 올라 민선 주 정부를 무력화시켰으며 독재정치를 주 단위까지 확대했다. 시가전이 매일 벌어지자 베를린에서는 계엄령이 선포되었다.
파펜은 동년 11월 17일까지 수상 자리를 지켰다. 힌덴부르크는 히틀러에게 나치가 의회 과반수를 획득하면 수상직을 부여하되, 그렇지 못할 경우 대통령 명령으로 파펜을 수상에 임명하고 부수상직을 주겠다고 제안했다. 유혈 사태를 예감한 히틀러는 이 제안을 거부했고, 힌덴부르크는 여러 해 동안 자신의 수석보좌관을 지냈고 또 자신의 계략을 통해 브뤼닝과 파펜의 실각을 거들었던 쿠르트 폰 슐라이허 장군을 수상에 임명했다. 그러나 슐라이허는 불과 57일 동안 수상직에 머물렀으며, 그동안 나치당을 분열시키기 위해 나치당의 그레고어 슈트라서에게 각료직을 제공했다. 그러나 슈트라서는 나치당에서 탈당했고, 나치는 일치단결해 협력을 거부했다.
1933년 1월 30일, 히틀러에게 결정적인 기회가 왔다. 힌덴부르크가 보수파와 나치의 연립내각을 이끌 수상으로 히틀러를 임명한 것이다. 정부 소유의 라디오와 신문을 장악한 나치는 의회를 통한 연립 정부를 해체하고 3월 5일 총선거를 실시하겠다고 발표했다. 나치 소속으로 연립정부의 내무부 장관으로 있던 헤르만 괴링은 공산당의 시위와 사회당의 간행물 배포를 금지했다.
괴링은 경찰에 대해 직무 수행상 시민을 살해한 경찰관은 보호받을 수 있을 것이라며 반(反)나치 세력에 대한 무력 행사를 촉구했다. 나치의 돌격대원은 중도파와 좌파 후보들의 집회에서 난동을 부렸다. 이는 힌덴부르크의 권한 약화와 더불어 나치의 대두를 촉진시켰다. 힌덴부르크는 실질적인 수단을 가지고 있지 못했다.

### 최후
선거 후 독일 국회 의사당 방화 사건이 발생하면서 히틀러는 의회에 전권 위임법을 제출했다. 당시 사회 민주당과 공산당의 당원이나 지지자가 체포되면서 이 법은 자연스럽게 통과되었다. 바이마르 공화국 의회는 이로 인해 소멸되었으며, 바이마르 공화국도 최후를 맞이했다. 힌덴부르크는 제1차 세계 대전의 영웅으로서 국민들의 열렬한 지자가 있어 수상에 오른 히틀러도 힌덴부르크를 배려했으나, 이 배려의 동기는 존경이 아니었다. 마지막 의회가 개회했을 때 히틀러는 참석한 힌덴부르크에게는 독일 황제에게 행하는 프로이센식의 경례를 했지만 이것은 나치의 '제3제국'이 독일 제국과 연속하되, 바이마르 공화국과는 '단절'을 강조하는 데 목적이 있었다. 왕실 지지자나 보수파는 열렬히 지지했는데, 힌덴부르크라 하는 개인은 이미 프로이센 그 자체라 히틀러에게 많은 이용가치가 있었다.
쇠약해진 힌덴부르크 대통령에게 히틀러가 문병하러 왔을 때 힌덴부르크는 히틀러를 보고 '황제 폐하'라고 불렀다고 한다. 이는 이미 히틀러와 빌헬름 2세 조차 구분하지 못했음을 의미했지만, 히틀러의 위엄을 확립하기 위해 조작된 낭설이라는 설도 있다. 실제로 힌덴부르크는 자신의 사후에 제정을 부활시킬 생각이 있었는지 빌헬름 2세의 적손인 루이 페르디난트 폰 프로이센을 황제에 즉위시키려 했다. 그러나 유언장은 묵살되었으며 제정복고는 성사되지 않았다.

## 사후와 매장
힌덴부르크는 1934년 8월 2일에 프로이센 주에서 소유한 장원에서 사망했다. 본인은 그곳에 매장되길 바랐지만 아돌프 히틀러는 그를 '타넨베르크의 영웅'임을 주장했고 그의 시신을 타넨베르크 전승 기념비 부지에 매장하라고 명령했다. 히틀러는 그의 죽음을 정치적으로 이용한 것이다.
히틀러가 일으킨 제2차 세계 대전 말기 소련에 의해 묘지가 훼손될 것을 두려워한 독일 국방군은 그의 관을 독일 군국주의의 상징인 프리드리히 빌헬름 1세와 프리드리히 2세의 관과 함께 갱도에 숨겼다. 그것을 발견하게 된 미군은 미국이 점령한 영토인 독일 서부지역으로 옮겼다. 독일의 재통일 이후에 프리드리히 2세는 생전의 희망대로 상수시 궁전에 이장되었지만, 힌덴부르크와 부인은 교회 안에 안치되었다. 2차 대전 이후 힌덴부르크는 나치 정권을 탄생시킨 인물로 낙인찍혔고 그의 관에는 조명 전시가 설치되어 있지 않다.
그를 기리기 위해 각 도시의 대로(大路)나 군함등에 그의 이름이 붙여져 있었지만 제2차 세계 대전 이후로는 거의 자취를 감추었다.

## 역대 선거 결과
| 선거명      | 직책명        | 대수 | 정당   | 1차 득표율 | 1차 득표수   | 2차 득표율 | 2차 득표수   | 결과 | 당락 |
| ----------- | ------------- | ---- | ------ | ---------- | ------------ | ---------- | ------------ | ---- | ---- |
| 1925년 선거 | 독일의 대통령 | 2대  | 무소속 | 48.3%      | 14,655,641표 |            |              | 1위  |      |
| 1932년 선거 | 독일의 대통령 | 2대  | 무소속 | 49.6%      | 18,651,497표 | 53.0%      | 19,359,983표 | 1위  |      |

## 같이 보기
- 1925년 독일 대통령 선거
- 1932년 독일 대통령 선거